# Santuários do Panda-gigante em Sujuão
Os Santuários do Panda-gigante em Sujuão, casa a mais de 30% dos pandas do mundo, cobre mais de 924.500 ha, com sete reservas naturais e nove parques cénicos nas Montanhas Qionglai e Jiajin.
Os santuários constituem o maior habitat contínuo ainda existente do panda-gigante, uma reliquia das florestas paleo-trópicas do Período Terciário. É também o mais importante sítio para reprodução captiva do panda-gigante.
Os Santuários são casa para outros animais em perigo de extinção como o panda-vermelho, o leopardo-das-neves e o leopardo-nebuloso. São também uma das mais ricas áreas botânicas do mundo, com cerca de 5.000 a 6.000 espécies de flora em cerca de mil géneros.
É um Património Mundial da Unesco desde 2006.